# L'anticristo (film)
L'anticristo è un film del 1974 diretto da Alberto De Martino.

## Trama

Una scena del film

La giovane e bella Ippolita Oderisi, nobile componente di una ricchissima famiglia romana, è affetta da una paralisi alle gambe causata forse dal trauma della morte di sua madre, avvenuta a seguito di un incidente d'auto quando era bambina. In cerca di conforto, Ippolita si reca presso un santuario della Madonna in Ciociaria, ove assiste alla liberazione di alcuni indemoniati da possessione demoniaca, ma anche al suicidio di un uomo posseduto che, divincolatosi, si suicida gettandosi da una casa diroccata.
A seguito di un colloquio con uno psichiatra, il dottor Marcello Sinibaldi, Ippolita accetta di ricorrere all'ipnosi per poter scoprire le cause delle sue turbe psicomotorie originate, con ogni probabilità, da instabilità nervose. Durante le sedute il subconscio d'Ippolita risulta oggetto di un'antica possessione demoniaca, ereditata da una sua antenata, torturata, condannata dall'Inquisizione e giustiziata sul rogo. Subito dopo le sedute ipnotiche, Ippolita comincia a dare segni di possessione diabolica. A poco giovano le cure psichiatriche e, pertanto, la giovane viene sottoposta a esorcismo. Durante la pratica esorcistica Ippolita fugge raggiungendo le rovine del Colosseo. Qui, raggiunta dal padre e dal fratello, viene spinta di forza ai piedi di una croce. Satana viene sconfitto e la giovane Ippolita torna alla sua vita normale.

## Distribuzione
È stato distribuito in Italia in VHS dalla Mitel Home Video e dalla Stardust. In VHS portoghese dalla DIF, in VHS inglese (col titolo The Tempter) dalla Elm Street Films e in VHS olandese (col titolo inglese The Antichrist) dalla FLASH Video.
Il film viene distribuito in DVD e Blu-Ray nel 2017 in lingua inglese, francese, spagnola, tedesca e cinese. Solo le edizioni portoghesi e giapponesi includono l'audio italiano. In Italia non è stato distribuito in home video.
Nel 2022 viene distribuito in DVD e Blu-Ray, in edizione limitata e numerata da parte di Cinemuseum.